# Paul William Richards
Paul William Richards (Scranton, Pennsylvania, 1964. május 20. –) amerikai mérnök, űrhajós.

## Életpálya
1987-ben a Drexel University keretében gépészmérnöki oklevelet szerzett. 1987-től NASA Goddard Space Flight Center (GSFC) mérnöke. 1991-ben az University of Maryland keretében megvédte diplomáját. Fejlesztő mérnökként részt vett a Hubble űrtávcső Hubble Space Telescope (HST) szervizelési programjában. Feladatai közé tartozott a költségvetés, ütemezés, tervezés, elemzés, gyártás, próba és integráció. A mérnöki és repülés hardver, a dokumentáció és a felülvizsgálati folyamat. Továbbá a rendszerfejlesztés támogatása, a búvár szimulációk gyakorlása, szerelésre alkalmas eszközök tervezése, gyártása.
1996. május 1-től a Lyndon B. Johnson Űrközpontban részesült űrhajóskiképzésben. Az Űrhajózási Hivatal megbízásából az űrrepülések számítógépes (PGSCs) támogatásának munkatársa. Egy űrszolgálata alatt összesen 12 napot, 19 órát és 49 percet (307 óra) töltött a világűrben. Összesen 6 óra 21 perce töltött űrsétával (kutatás, szerelés) a világűrben. Űrhajós pályafutását 2002 februárjában fejezte be. 2004-től az Operatív Environmental Satellite (GOES-R sorozat) projekt vezetője.

## Űrrepülések
STS–102, a Discovery űrrepülőgép 29. repülésének küldetésfelelőse. Személyzet csere és ellátmány (10 tonna hasznos terhet) szállítás a Leonardo Multi-Purpose Logistics Module (MPLM) segítségével a Nemzetközi Űrállomásra. Első űrszolgálata alatt összesen 12 napot, 19 órát és 12 percet (307 óra) töltött a világűrben. 8 500 000 kilométert (5 300 000 mérföldet) repült, 201 kerülte meg a Földet.